# إغناسيو غونزاليس كينغ
إغناسيو غونزاليس كينغ (بالإسبانية: Ignacio González King)‏ مواليد 28 مارس 1980 في بوينس آيرس، الأرجنتين، هو لاعب كرة مضرب أرجنتيني سابق كان يلعب باليد اليمنى بدأ مسيرته كمحترف عام 1999.

## روابط خارجية
- إغناسيو غونزاليس كينغ على موقع رابطة محترفي التنس (الإنجليزية)
- إغناسيو غونزاليس كينغ على موقع الاتحاد الدولي لكرة المضرب (الإنجليزية)